# Martin Chivers
Martin Harcourt Chivers (* 27. duben 1945, Southampton) je bývalý anglický fotbalista. Hrával na pozici útočníka.
V dresu anglické reprezentace odehrál 24 zápasů, v nichž vstřelil 13 branek.
S Tottenhamem Hotspur vyhrál v sezóně 1971/72 Pohár UEFA. Se Servette Ženeva získal švýcarský pohár (1977/78). Roku 1978 byl vyhlášen nejlepším cizincem švýcarské ligy.
V anketě Zlatý míč, která hledala nejlepšího fotbalistu Evropy, skončil roku 1971 osmý.